# Sachatamia orejuela
Sachatamia orejuela es una especie de anfibio anuro de la familia de las ranas de cristal (Centrolenidae). Habita en zonas montanas de la vertiente pacífica de los Andes en Colombia y Ecuador, entre los 500 y los 1250 m de altitud. La principal amenaza a su conservación es la pérdida de hábitat y la contaminación de las aguas.